# Phaenoglyphis
Phaenoglyphis (лат.) — род мелких перепончатокрылых наездников подсемейства Charipinae из семейства Figitidae. Гиперпаразитоиды. Около 30 видов.

## Распространение
Космополитная группа, встречается во всех зоогеографических регионах, главным образом, в Северной Америке и Европе.

## Описание
Отличаются от близких родов следующими признаками: мезоплеврон с горизонтальной бороздой в нижней части; метасома с двумя видимыми крупными тергитами, почти равной длины по среднедорсальной линии, но базальный тергит на 1/4—1/3 меньше второго тергита при боковом виде. Антенна со всеми жгутиками, разделенными перетяжками. Постеродорсальные расширения аксиллярной полосы присутствуют. Мелкие перепончатокрылые, длиной несколько миллиметров (обычно 1—2 мм). Усики нитевидные, у самок 13-члениковые, а у самцов состоят из 14 сегментов. Гиперпаразитоиды наездников-Aphidiinae и Aphelininae (Braconidae), которые в свою очередь эндопаразитоиды тлей (Aphididae).

## Классификация
Известно около 30 современных валидных видов.
- P. abbreviata (Thomson, 1877)
- P. americana Baker, 1896
- P. asiatica Ferrer-Suay & Pujade-Villar, 2014[7]
- P. calverti Andrews, 1978
- P. chinensis Ferrer-Suay & Pujade-Villar, 2014[7]
- P. dolichocera (Cameron, 1889)
- P. duplocarpentieri Evenhuis & Barbotin, 1987
- P. evenhuisi Pujade-Villar & Paretas-Martínez, 2006
- P. fuscicornis (Thomson, 1877)
- P. gutierrezi Andrews, 1978
- P. helleni Andrews, 1978
- P. heterocera (Hartig, 1841)
- P. indica Ferrer-Suay & Pujade-Villar, 2014[7]
- P. insperatus Belizin, 1973
- P. insularis (Belizin, 1973)
- P. japonica Ferrer-Suay & Pujade-Villar, 2014[7]
- P. kenaii Ferrer-Suay & Pujade-Villar, 2014[7]
- P. longicornis Hedicke, 1928
- P. moldavica Ionescu, 1969
- P. nigripes (Thomson, 1887)
- P. proximus Belizin, 1966
- P. pubicollis (Thomson, 1877)
- P. salicis (Cameron, 1883)
- P. stenos Andrews, 1978
- P. stricta (Thomson, 1877)
- P. villosa (Hartig, 1841)
- P. xanthochroa Forster, 1869